# Джонс, Бен Джозеф
Бен Джозеф Джонс (англ. Ben Joseph Jones; 5 августа 1924 — 10 февраля 2005), премьер-министр Гренады в 1989—1990 годах.

## Биография
Родился в деревне Каррьер (округ Сент-Эндрю) на колониальном острове Гренада. По окончании школы в 1943 году служил в воинской части в карибском регионе. В 1947—1956 годах работал на нефтеперерабатывающем предприятии на острове Аруба.
В 1956—1962 годах продолжил учёбу в Лондонском университете.
В 1962—1964 годах находился на юридической службе в Лондоне. В 1964—1965 годах занимался частной адвокатской практикой на Гренаде.
В 1966—1967 годах — помощник министра иностранных дел Гренады. В 1967—1969 годах — сенатор от оппозиционной Новой национальной партии.
В годы правления Народно-революционного правительства М. Бишопа вернулся к частной юридической практике.
С 1984 года депутат Законодательного собрания от Новой национальной партии. В 1984—1987 годах — заместитель премьер-министра, министр иностранных дел и юстиции в правоцентристском правительстве Г. Блейза. С февраля 1987 года — заместитель премьер-министра, министр иностранных дел, туризма, сельского хозяйства, земель и лесоводства.
В декабре 1989 — марте 1990 года — премьер-министр (после смерти Г. Блейза и до проигранных выборов, до 1991 года оставался министром сельского и лесного хозяйства, земель и рыболовства.
С 1991 года возобновил частную юридическую практику.
Имел прозвище «Дядя Бен».
Умер во сне 10 февраля 2005 года в своём доме, на родине.